# Catonia rufula
Catonia rufula är en insektsart som beskrevs av Henry Fairfield Osborn 1926. Catonia rufula ingår i släktet Catonia och familjen vedstritar.
Artens utbredningsområde är Kuba. Inga underarter finns listade i Catalogue of Life.